# Ахмед Арифи-паша
Ахмед Аарифи-паша — государственный деятель Турции. Родился в 1819 году в Стамбуле (отсюда прозвище Стамбули — стамбулец), умер в 1895.

## Происхождение
Родился в семье известного чиновника Шекиб-паши, первые шаги на дипломатическом поприще сделал под руководством отца. В 1847 году сопровождал отца во время его поездки в Рим. Позже он провёл два года при отце в Вене.

## Деятельность
Получил хорошее образование и затем поступил на службу в отдел переводов. Подружился с Аали и Фуадом, в то время не занимавшими ещё высокого положения, и приобрёл расположение Решида-паши, главы либеральной партии. Последний содействовал назначению его секретарём посольства в Лондоне и Париже.
В 1858 году вернулся в Стамбул и получил по протекции Фуада влиятельное место драгомана султанского Дивана, которое занимал до 1863 г. Затем был директором различных отделов министерства иностранных дел, членом Государственного совета и, наконец, мустешаром (заместителем государственного секретаря) различных министерств.
В конце 1860-х годов стал визирем. В 1873 году — посол в Вене, с 1874 — министр юстиции. Сменив несколько портфелей, в 1879 впал в немилость и был сослан в качестве генерал-губернатора отдалённой провинции арабского Ирака в Багдад.
В 1881 году возвращён в Стамбул, председательствовал в качестве первого министра с титулом баш-назир (пост великого визиря был тогда отменён) в кабинете, вскоре потерял этот пост и получил портфель министра иностранных дел в министерстве Кютчук-Саида-паши, но уступил портфель другу последнего Ассиму-паше и получил лишённый всякого значения пост председателя Государственного совета, занимаемый им с некоторым промежутком до 1890 года.
С 1882—1885 г. — министр иностранных дел; в 1885—1891 г. — президент государственного совета.